# Alosa chrysochloris
Alosa chrysochloris är en fiskart som först beskrevs av Rafinesque 1820.  Alosa chrysochloris ingår i släktet Alosa och familjen sillfiskar. Inga underarter finns listade i Catalogue of Life.